# Bangladeschische Cricket-Nationalmannschaft in Simbabwe in der Saison 2000/01
Die Tour der bangladeschischen Cricket-Nationalmannschaft nach Simbabwe in der Saison 2000/01 fand vom 4. bis zum 26. April 2001 statt. Die internationale Cricket-Tour war Teil der internationalen Cricket-Saison 2000/01 und umfasste zwei Test Matches und drei ODIs. Simbabwe gewann die Testserie 2-0 und die ODI-Serie 3-0.

## Vorgeschichte
Simbabwe bestritt zuvor ein Drei-Nationen-Turnier in Australien, Bangladesch ein Test gegen Indien.
Es war die erste Tour der beiden Mannschaften gegeneinander, nachdem Bangladesch zum Beginn der Saison Test-Status erhielt.

## Stadien
Für die Tour wurden folgende Stadien als Austragungsorte vorgesehen und am 12. Januar 2001 bekanntgegeben.
| Stadion            | Stadt    | Kapazität | Spiele                  |
| ------------------ | -------- | --------- | ----------------------- |
| Queens Sports Club | Bulawayo | 9.000     | 3. ODI; 1. Test         |
| Harare Sports Club | Harare   | 10.000    | 1. ODI; 2. ODI; 2. Test |

## Kader
Simbabwe benannte seinen ODI-Kader am 3. April und seinen Test-Kader am 17. April 2001.
| Test | Test | ODI | ODI |
| Simbabwe | Bangladesch | Simbabwe | Bangladesch |
| --- | --- | --- | --- |
| - Heath Streak (K) - Andy Blignaut - Alistair Campbell - Stuart Carlisle - Dion Ebrahim - Andy Flower (wk) - Grant Flower - Brian Murphy - Mluleki Nkala - Ray Price - Brighton Watambwa - Guy Whittall | - Naimur Rahman (K) - Al Sahariar - Akram Khan - Aminul Islam - Enamul Haque - Habibul Bashar - Hasibul Hossain - Javed Omar - Khaled Mashud (wk) - Manjural Islam - Mehrab Hossain - Mohammad Sharif - Mushfiqur Rahman - Naimur Rahman | - Heath Streak (K) - Andy Blignaut - Alistair Campbell - Stuart Carlisle - Dion Ebrahim - Andy Flower (wk) - Grant Flower - David Mutendera - Bryan Strang - Dirk Viljoen - Guy Whittall | - Naimur Rahman (K) - Akram Khan - Al Sahariar - Aminul Islam - Habibul Bashar - Javed Omar - Khaled Mashud (wk) - Manjural Islam - Mehrab Hossain - Mohammad Ashraful - Mohammad Rafique - Mohammad Sharif - Mushfiqur Rahman - Naimur Rahman |

## Tour Matches
| 4. April Scorecard | Harare | CFX Academy 183 (48.5)             | – | Bangladesch 184-3 (32.2) |
|                    |        | Bangladeshis gewinnt mit 7 Wickets |   |                          |

| 13. – 15. April Scorecard | Bulawayo | Bangladeshis 333 (108.2) & 166 (53.5) | – | Simbabwe A 222-8d (64.4) & 205-3 (42) |
|                           |          | Remis                                 |   |                                       |

## One-Day Internationals

### Erstes ODI in Harare
| 7. April Scorecard | Harare | Bangladesch 151-8 (50)         | – | Simbabwe 155-3 (43.1) |
|                    |        | Simbabwe gewinnt mit 7 Wickets |   |                       |

### Zweites ODI in Harare
| 8. April Scorecard | Harare | Simbabwe 230-7 (50)           | – | Bangladesch 103 (30.4) |
|                    |        | Simbabwe gewinnt mit 127 Runs |   |                        |

### Drittes ODI in Bulawayo
| 11. April Scorecard | Bulawayo | Simbabwe 308-4 (50)          | – | Bangladesch 272-8 (50) |
|                     |          | Simbabwe gewinnt mit 36 Runs |   |                        |

## Test Matches

### Erster Test in Bulawayo
| 19. – 22. April Scorecard | Bulawayo | Bangladesch 257 (91.3) & 168 (58.3)            | – | Simbabwe 457 (138.4) |
|                           |          | Simbabwe gewinnt mit einem Innings und 32 Runs |   |                      |

### Zweiter Test in Harare
| 26. – 30. April Scorecard | Harare | Bangladesch 254 (120.5) & 266 (100) | – | Simbabwe 421-9d (147.4) & 100-2 (24.3) |
|                           |        | Simbabwe gewinnt mit 8 Wickets      |   |                                        |

## Statistiken
Die folgenden Cricketstatistiken wurden bei dieser Tour erzielt.
| Tests             | Tests       | Tests   | Tests   | Tests   | Tests   | Tests   | Tests   | Tests   |
| Batting           | Batting     | Batting | Batting | Batting | Batting | Batting | Batting | Batting |
| Spieler           | Mannschaft  | Spiele  | Innings | Runs    | Average | HS      | 100s    | 50s     |
| ----------------- | ----------- | ------- | ------- | ------- | ------- | ------- | ------- | ------- |
| Guy Whittall      | Simbabwe    | 2       | 3       | 238     | 79,33   | 119     | 1       | 2       |
| Javed Omar        | Bangladesch | 2       | 4       | 191     | 63,66   | 85*     | 0       | 2       |
| Habibul Bashar    | Bangladesch | 2       | 4       | 164     | 41,00   | 76      | 0       | 2       |
| Heath Streak      | Simbabwe    | 2       | 2       | 154     | 77,00   | 87      | 0       | 2       |
| Grant Flower      | Simbabwe    | 2       | 2       | 152     | 76,00   | 84      | 0       | 2       |
| Bowling           |             |         |         |         |         |         |         |         |
| Spieler           | Mannschaft  | Spiele  | Overs   | Wickets | Average | BBI     | 5W      | 10W     |
| Heath Streak      | Simbabwe    | 2       | 91      | 11      | 15,81   | 4/38    | 0       | 0       |
| Brighton Watambwa | Simbabwe    | 2       | 66.5    | 9       | 21,55   | 4/64    | 0       | 0       |
| Andy Blignaut     | Simbabwe    | 2       | 79      | 8       | 25,50   | 5/73    | 1       | 0       |
| Ray Price         | Simbabwe    | 1       | 60      | 7       | 23,57   | 4/71    | 0       | 0       |
| Manjural Islam    | Bangladesch | 2       | 78      | 6       | 35,83   | 6/81    | 1       | 0       |

| ODIs              | ODIs        | ODIs    | ODIs    | ODIs    | ODIs    | ODIs    | ODIs    | ODIs    |
| Batting           | Batting     | Batting | Batting | Batting | Batting | Batting | Batting | Batting |
| Spieler           | Mannschaft  | Spiele  | Innings | Runs    | Average | HS      | 100s    | 50s     |
| ----------------- | ----------- | ------- | ------- | ------- | ------- | ------- | ------- | ------- |
| Grant Flower      | Simbabwe    | 3       | 3       | 174     | 174,00  | 142*    | 1       | 0       |
| Stuart Carlisle   | Simbabwe    | 3       | 3       | 138     | 69,00   | 56      | 0       | 1       |
| Andy Flower       | Simbabwe    | 3       | 3       | 127     | 63,50   | 81      | 0       | 1       |
| Alistair Campbell | Simbabwe    | 3       | 3       | 108     | 36,00   | 103     | 1       | 0       |
| Javed Omar        | Bangladesch | 3       | 3       | 105     | 52,50   | 69      | 0       | 1       |
| Bowling           |             |         |         |         |         |         |         |         |
| Spieler           | Mannschaft  | Spiele  | Overs   | Wickets | Average | BBI     | 5W      | 10W     |
| Andy Blignaut     | Simbabwe    | 3       | 28      | 6       | 15,50   | 2/24    | 0       | 0       |
| Bryan Strang      | Simbabwe    | 3       | 27      | 6       | 16,33   | 3/56    | 0       | 0       |
| David Mutendera   | Simbabwe    | 3       | 23.4    | 6       | 18,66   | 3/23    | 0       | 0       |
| Manjural Islam    | Bangladesch | 3       | 30      | 5       | 24,00   | 3/37    | 0       | 0       |
| Mohammad Sharif   | Bangladesch | 3       | 30      | 4       | 39,00   | 3/48    | 0       | 0       |

## Player of the Series
Als Player of the Series wurden die folgenden Spieler ausgezeichnet.
| Serie | Player of the Series |
| ----- | -------------------- |
| Test  | Heath Streak         |
| ODI   | Grant Flower         |

### Player of the Match
Als Player of the Match wurden die folgenden Spieler ausgezeichnet.
| Spiel   | Player of the Match |
| ------- | ------------------- |
| 1. Test | Javed Omar          |
| 2. Test | Guy Whittall        |
| 1. ODI  | Bryan Strang        |
| 2. ODI  | Alastair Campbell   |
| 3. ODI  | Grant Flower        |